# Imran ibn Xahin
Imran ibn Xahin Muïn-ad-Dawla (àrab: عمران بن شاهين معين الدولة, ʿImrān b. Xāhīn Muʿīn ad-Dawla) fou emir de la Batiha. Va néixer a al-Jàmida, entre Wasit i Bàssora.
De jove va cometre un crim i es va haver d'amagar a les maresmes de la Batiha on va portar una vida de bandit; després va entrar en contacte amb el barídida Abu-l-Qàssim ibn Abi-Abd-Al·lah que el juny del 945 va succeir al seu pare en el govern de Bàssora i els drets a Ahwaz (Khuzistan) ocupat pels buwàyhides. El 947 el buwàyhida Muïzz-ad-Dawla va envair la regió, però degut a la configuració de les maresmes les seves forces no van poder dominar la Batiha i diverses vegades foren atretes a paranys.
Finalment, en una data entre 950 i 960 Muïzz-ad-Dawla el va nomenar governador de la regió. Tot i el càrrec que ocupava, es va seguir dedicant al bandidatge. Foren inútils les advertències i expedicions de Muïzz-ad-Dawla i del seu successor Izz-ad-Dawla Bakhtiyar (967-977). El 976, per lluitar contra Adud-ad-Dawla, Bakhtiyar s'hi va aliar i va conferir a Imran el làqab de Muïn-ad-Dawla. Tot i la derrota de Bakhtiyar (977), Imran va restar senyor de les maresmes.
Va morir el 979 i va deixar el poder al seu fill Hussayn ibn Imran.